# Templo de San Diego (California)

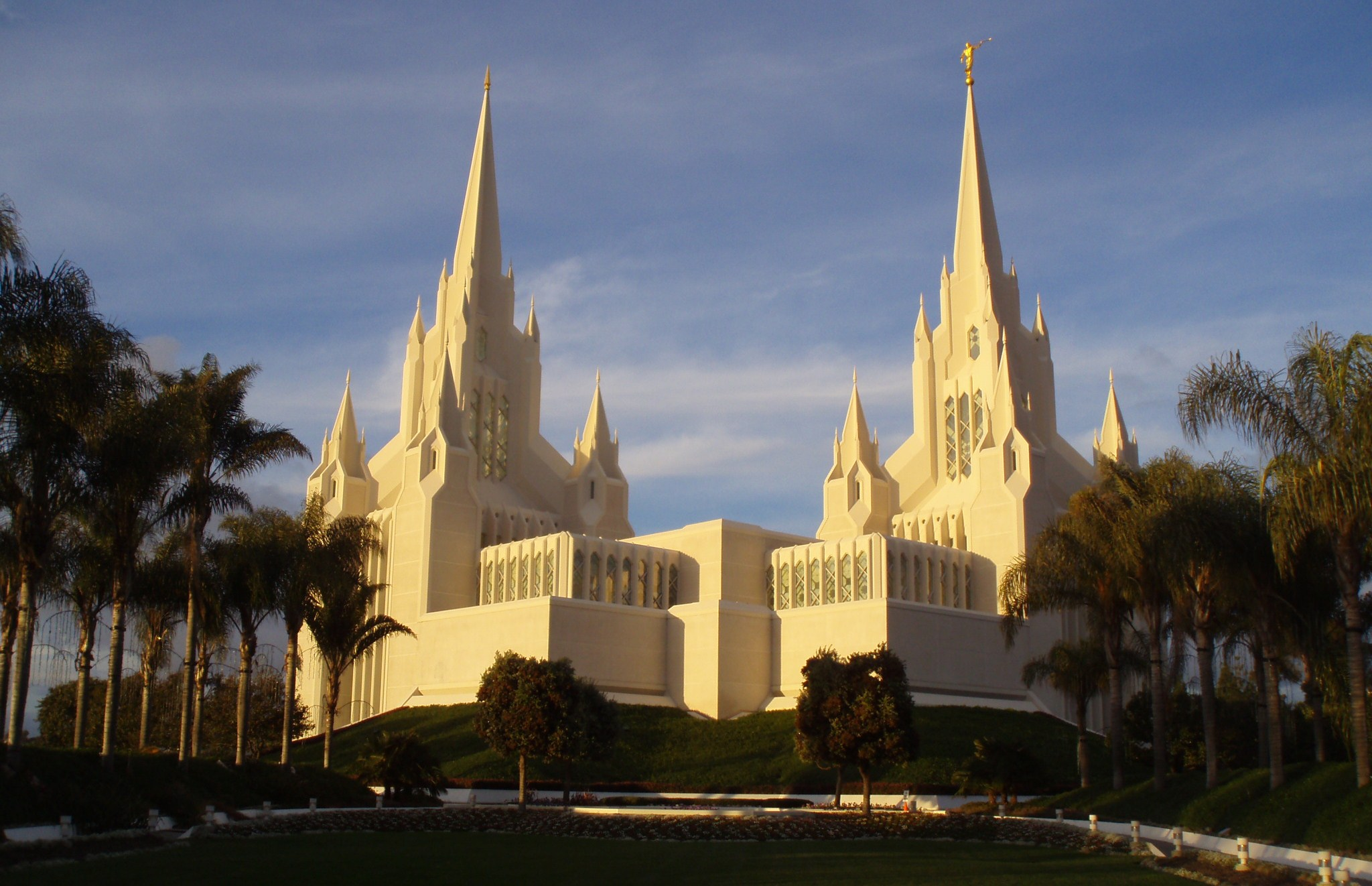
Templo de la ciudad de San Diego, California, ubicado en la comunidad de La Jolla, en el lado este de la autopista Interestatal 5.

El Templo de San Diego, California, es uno de los templos construidos y operados por la Iglesia de Jesucristo de los Santos de los Últimos Días, el número 47 construido por la iglesia y el tercero de California, ubicado en la ciudad de San Diego. Antes del templo en San Diego, la iglesia SUD había construido en California los templos de Los Ángeles (1956) y de Oakland (1964).

## Construcción
En la conferencia general de la iglesia SUD del 7 de abril de 1984, Gordon B. Hinckley anunció los planes de construir un templo en San Diego, así como cuatro otros templos, incluyendo uno en Colombia. El anuncio marcó un momento histórico en la construcción de templos por la iglesia SUD, habiendo construido desde 1983-1985 la misma cantidad de templos que los construidos en el pasado hasta esa fecha. Seguido el anuncio público, la iglesia en ese país buscó un terreno adecuado y la ceremonia de la primera palada tuvo lugar el 27 de febrero de 1988 presidida por el entonces presidente de la iglesia Ezra Taft Benson.
El templo tiene dos torres principales con pináculos rodeando la base de cada uno, y un atrio de jardines conectando una torre a la otra. El acceso al atrio intermedio viene de los dos pisos del cuarto celestial.  Aunque el público puede entrar y visitar los terrenos que rodean al templo, solo los miembros de la iglesia con recomendaciones de sus líderes eclesiásticos pueden entrar dentro del templo. Los arquitectos del templo, Dennis y Shelly Hyndman, no entraron en un templo sino hasta 1989, cuatro años antes de la dedicación del templo de San Diego.

## Dedicación
El templo SUD de la ciudad de San Diego fue dedicado para sus actividades eclesiásticas en 23 sesiones, del 25 al 30 de abril de 1993, por Gordon B. Hinckley. Con anterioridad a ello, desde el 20 de febrero hasta el 3 de abril de ese mismo año, la iglesia permitió un recorrido público de las instalaciones y del interior del templo al que asistieron más de 720.000 visitantes. Unos 49.000 miembros de la iglesia e invitados asistieron a la ceremonia de dedicación, que incluye una oración dedicatoria.

## Características
Los templos de la Iglesia de Jesucristo de los Santos de los Últimos Días son construidos con el fin de proveer ordenanzas y ceremonias consideradas sagradas para sus miembros y necesarias para la salvación individual y la exaltación familiar. El templo de San Diego tiene un total de 6.690 metros cuadrados de construcción, cuenta con cuatro salones para dichas ordenanzas SUD y ocho salones de sellamientos matrimoniales.
El templo de San Diego es utilizado por más de 92.000 miembros repartidos en estacas afiliadas a la iglesia en el sur de California y el noroeste de México. Los primeros colonos de San Diego fueron miembros del batallón Mormón reclutados por la milicia estadounidense para colonizar California. Al templo, por su cercanía a las comunidades, también asisten miembros provenientes del sur del Condado de Orange y algunos de las ciudades mexicanas de Tijuana, Ensenada y Mexicali.
La inspiración arquitectónica del templo de San Diego es una combinación del templo de Salt Lake City y el templo de Washington D. C.

## Imágenes adicionales

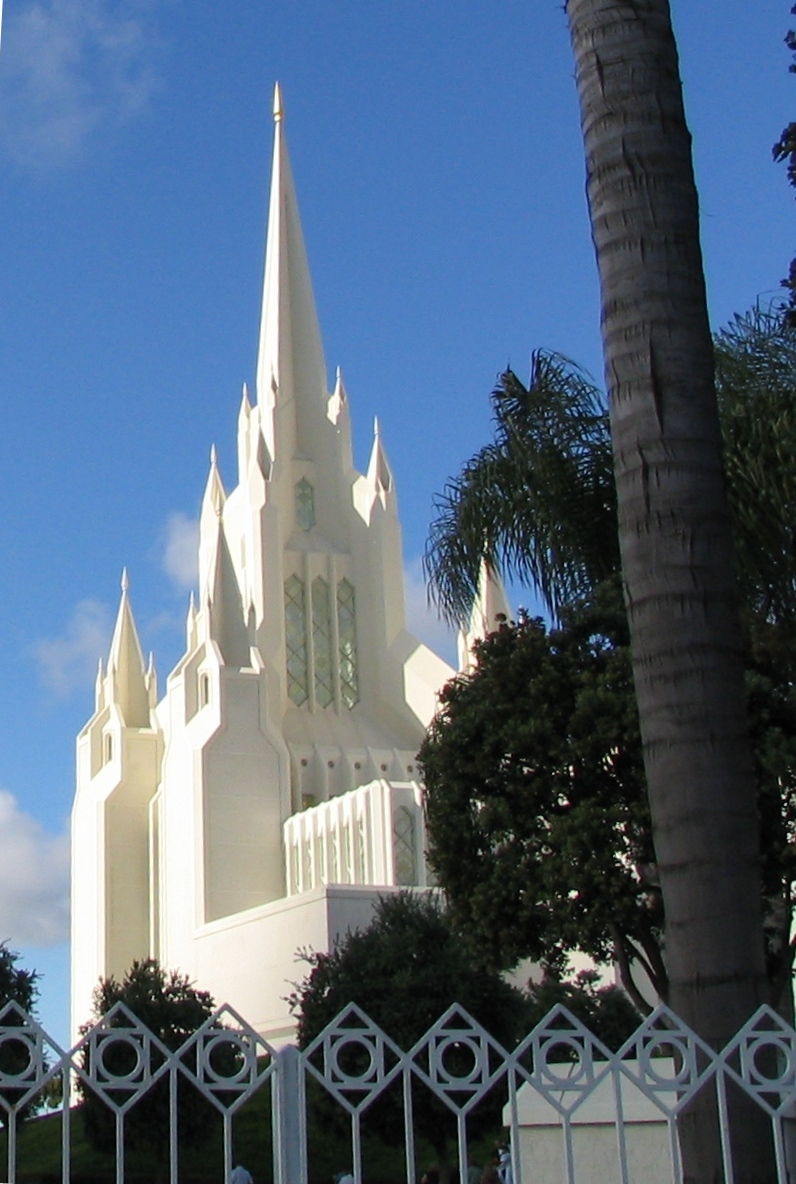
Detalle de una de las torres y sus pináculos
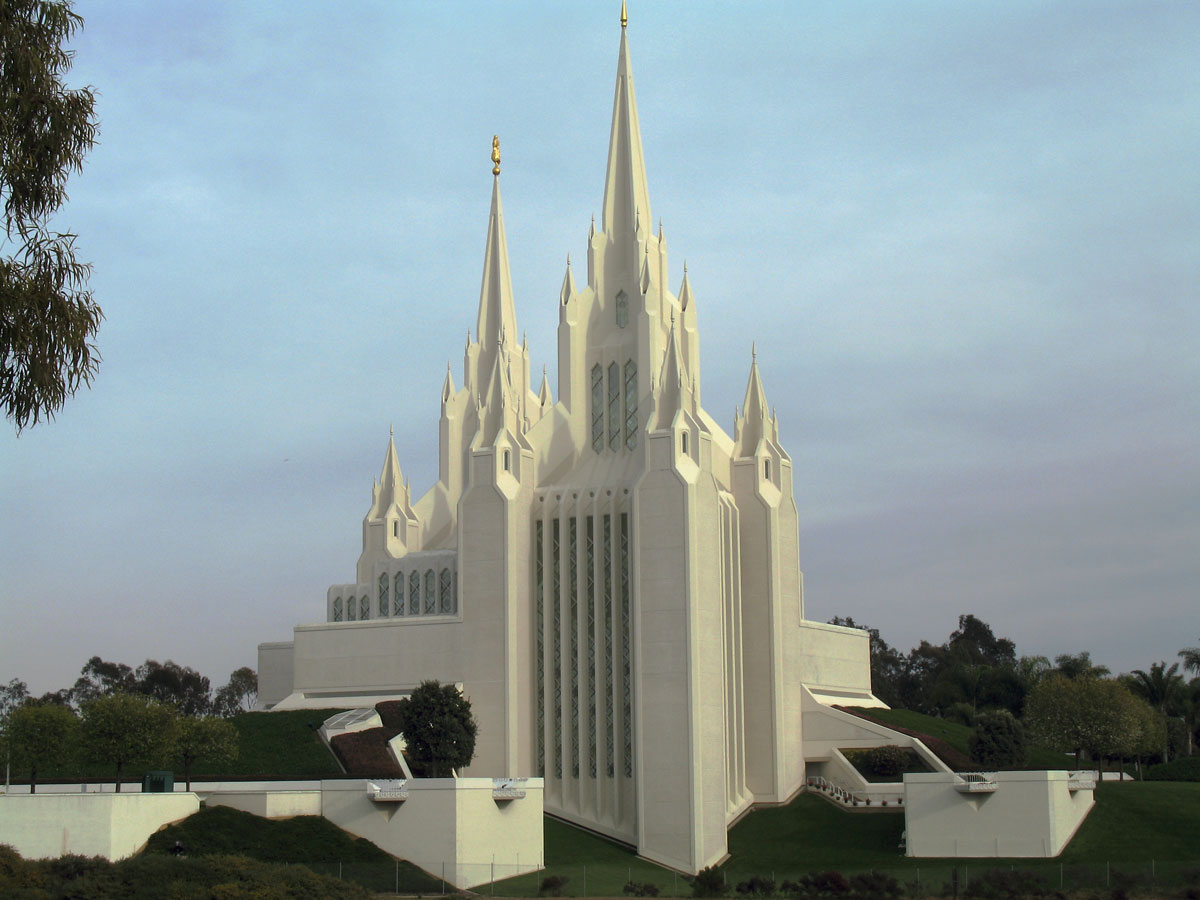
Vista lateral del templo de San Diego
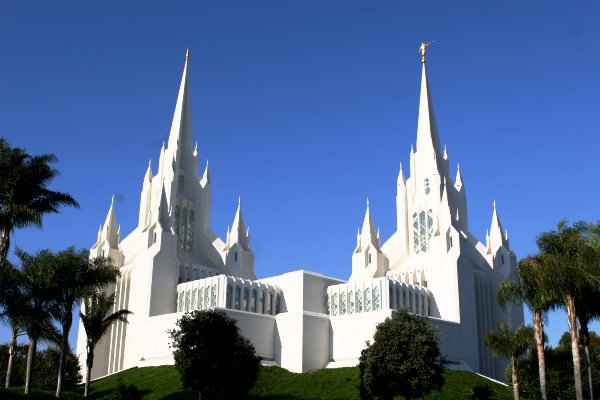
Vista del templo de San Diego